# Gene Guarilia
Eugene Michael Guarilia (né le 13 septembre 1937 à Old Forge et mort le 20 novembre 2016 à Duryea (Pennsylvanie)) est un joueur de basket-ball américain.

## Carrière
Guarilia est sélectionné par les Celtics de Boston au deuxième tour de la Draft 1959 de la NBA. Guarilia dispute 129 matchs pour les Celtics en quatre saisons (1959–1963), marquant en moyenne 3,2 points et captant 2,3 rebonds par rencontre. Il remporte quatre titres de champions NBA lors de sa brève carrière en NBA.
En décembre 1959, Boston place Guarilia hors de l'effectif pour respecter la restriction de 10 joueurs. Bien qu'il soit officiellement hors de l'effectif, Gene Guarilia reste à Boston pour être disponible si des titulaires ou remplaçants se blessent. Red Auerbach considère
Guarilia dans la liste des joueurs actifs tout comme John Richter.
Guarilia joue un rôle dans la victoire finale en 1961-1962 contre les Lakers de Los Angeles. Dans les derniers moments de la partie du match 7, il stoppe Elgin Baylor. Les Celtics remportent la rencontre en prolongation.
Une nouvelle règle permet à Guarilia de devenir le onzième homme de l'effectif de Boston lors de la saison 1962-1963.

## Palmarès
- Champion NBA en 1960, 1961, 1962 et 1963 avec les Celtics de Boston